# Leydigcell
Leydigceller är en celltyp i testis som återfinns i interstitium mellan tubuli semeniferi (sädesgångarna/sädeskanalerna). Leydigcellerna producerar och frisätter testosteron och andra androgener. Produktion och frisättning stimuleras av Luteiniserande hormon (LH) från adenohypofysen.
Leydigcellerna har fått sitt namn från den tyska anatomen Franz Leydig som upptäckte dem 1850.